# Глоговик
Глоговик (на сръбски: Глоговик) е село в Сърбия, разположено в община Тутин, Рашки окръг. Намира се на 926 метра надморска височина. Населението му според преброяването през 2011 г. е 186 души. При преброяването на населението през 2002 г. има 157 жители, от тях 151 (96,17 %) бошняци 6 (100,00 %) мюсюлмани.

## Население
Численост на населението според преброяванията през годините:
- 1948 – 290 души
- 1953 – 316 души
- 1961 – 357 души
- 1971 – 275 души
- 1981 – 301 души
- 1991 – 261 души
- 2002 – 157 души
- 2011 – 186 души